# Bryce Hall
Bryce Hall (5 novembre 1997) è un giocatore di football americano statunitense che milita nel ruolo di cornerback per i Tampa Bay Buccaneers della National Football League (NFL).

## Carriera

### New York Jets
Hall al college giocò a football a Virginia dal 2016 al 2019. Fu scelto dai New York Jets nel corso del quinto giro (158º assoluto) del Draft NFL 2020. Dopo avere passato la prima metà della stagione in lista infortunati, debuttò come professionista scendendo in campo nel nono turno contro i New England Patriots mettendo a segno 2 tackle. Nel 15º turno fece registrare il primo intercetto in carriera ai danni di Jared Goff dei Los Angeles Rams. La sua stagione da rookie si chiuse con 36 placcaggi in 8 presenze.
Nel quinto turno della stagione 2023, Hall recuperò un fumble forzato dal compagno Quincy Williams ritornando il pallone in touchdown nella vittoria sui Denver Broncos.

### Tampa Bay Buccaneers
Il 15 marzo 2024 Hall firmò con i Tampa Bay Buccaneers. Nel primo turno si infortunò a una caviglia, venendo inserito in lista infortunati il 10 settembre. Rimase fuori dal campo per l'intera stagione.
Il 18 marzo 2025 rifirmò per un altro anno con i Buccaneers.